# Absolute Christmas 1999
Absolute Christmas 1999 er et kompilationsalbum fra 1999 i serien Absolute Christmas. 

## Spor

### Disc 1
1. John Lennon & Yoko Ono – The Plastic Ono Band – "Happy Xmas (War Is Over)"
2. Cartoons – "Santa Claus Is Coming To Town"
3. Mel & Kim – "Rockin' Around The Christmas Tree"
4. MC Einar – "Jul' det cool"
5. Dana – "It's Gonna Be A Cold Cold Christmas"
6. Juice / S.O.A.P. / Christina feat. Remee – "Let Love Be Love"
7. Paul McCartney – "Wonderful Christmastime"
8. Boney M – "Mary's Boy Child"
9. Otto Brandenburg – "Søren Banjomus"
10. Elvis Presley – "I'll Be Home For Christmas"
11. Bobby Helms – "Jingle Bell Rock"
12. Tamra Rosanes – "I Saw Mommy Kissing Santa Claus"
13. Roy Wood with Wizzard – "I Wish It Could Be Christmas Everyday"
14. Aled Jones – "Walking In The Air"
15. Gnags – "Julesang"
16. Boyz II Men – "Silent Night"

### Disc 2
1. Band Aid – "Do They Know It's Christmas?"
2. Spice Girls – "Sleigh Ride"
3. Cliff Richard – "Mistletoe & Wine"
4. Nat 'King' Cole – "The Christmas Song (Merry Christmas To You)"
5. Henning Stærk – "Blue Christmas"
6. Tiggy – "When You Wish Upon A Star"
7. The Pretenders – "Have Yourself A Merry Little Christmas"
8. Elton John – "Step Into Christmas"
9. José Feliciano – "Feliz Navidad"
10. Fenger & Helmig – "Når Sneen Falder"
11. Cartoons – "Just Can't Wait"
12. Natalie Cole – "Jingle Bells"
13. David Essex – "A Winter's Tale"
14. Carnie & Wendy Wilson – "Rudolph The Red Nosed Reindeer"
15. Bing Crosby – "White Christmas"
16. Gasolin – "Dejlig Er Jorden"